# Zygmunt Marszewski

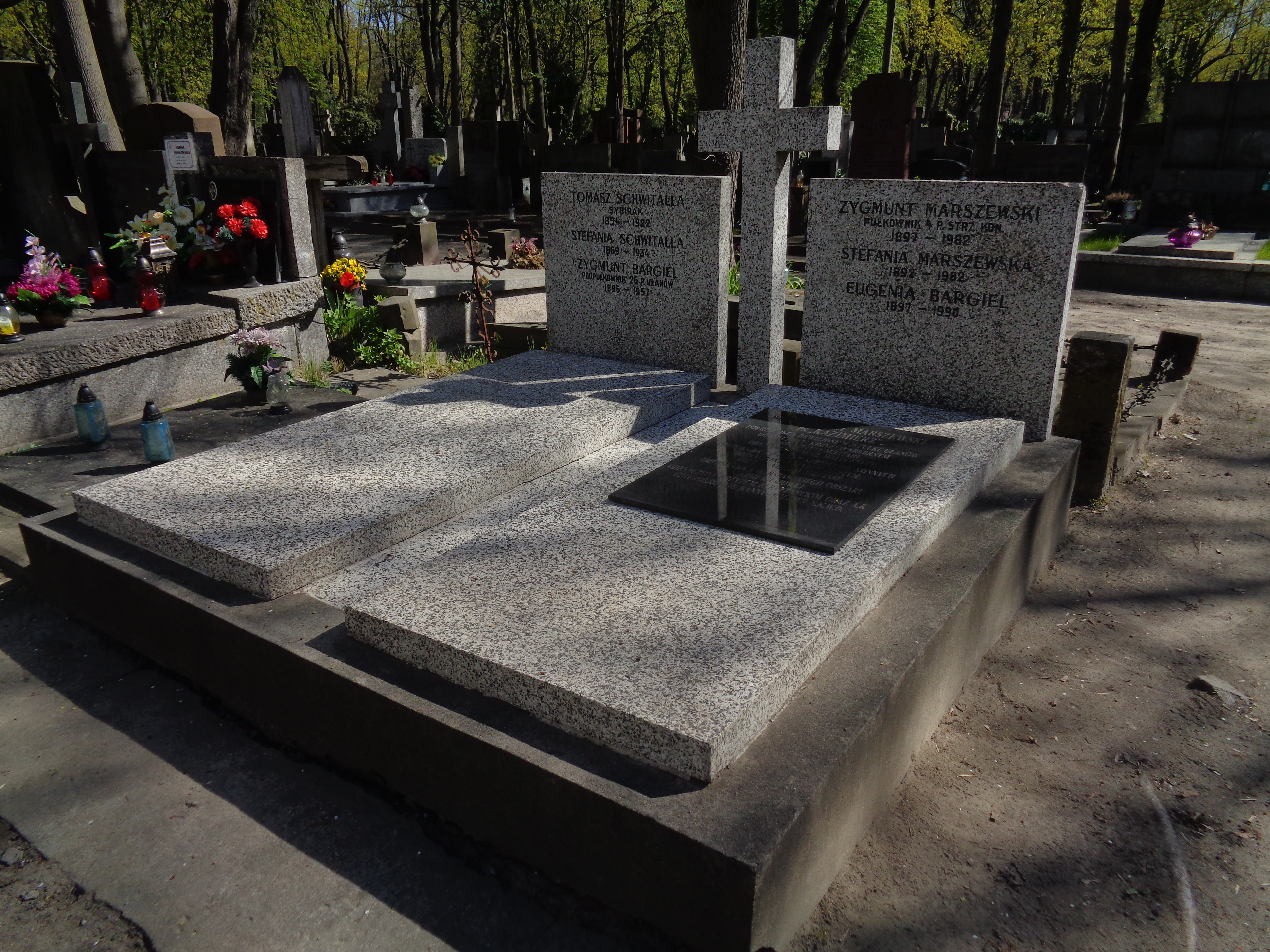
Grób Zygmunta Marszewskiego na cmentarzu Powązkowskim

Zygmunt Marszewski, ps. „Kazimierz” (ur. 10 kwietnia 1897 w Orle, zm. 19 października 1982 w Warszawie) – pułkownik kawalerii Wojska Polskiego, działacz niepodległościowy, kawaler Orderu Virtuti Militari.

## Życiorys
Urodził się 10 kwietnia 1897 w Orle, w rodzinie Emanuela, nauczyciela i Elżbiety z Hryniewskich. Był wnukiem malarza Józefa Marszewskiego. W latach 1906–1913 uczył się w gimnazjum w Orle, a po uzyskaniu świadectwa dojrzałości rozpoczął studia na Wydziale Medycznym Uniwersytetu w Moskwie.
1 lutego 1915 roku wstąpił Aleksandrowskiej Szkoły Piechoty w Moskwie. 1 czerwca tego roku ukończył szkołę w stopniu chorążego i został wcielony do 39 pułku strzelców syberyjskich. Następnie służył w 8 batalionie marszowym i 33 pułku piechoty, w którym był dowódcą kompanii. 2 stycznia 1917 został przeniesiony do 673 pułku piechoty na stanowisko dowódcy kompanii. Oficer łączności w sztabie 169 Dywizji Piechoty.
W lipcu 1917 roku wstąpił do I Korpusu Polskiego w stopniu porucznika. W sierpniu został dowódcą oddziału automobilowego w 1 Dywizji Strzelców Polskich, od października oficer do zleceń dowódcy dywizji, od lutego 1918 roku oficer w oddziale konnej eskorty sztabu dywizji a następnie w Legii Oficerskiej. Po demobilizacji korpusu internowany przez Niemców w Kijowie. W sierpniu 1918 roku wstąpił do 4 Dywizji Piechoty gen. Żeligowskiego, gdzie kolejno pełnił służbę w I dywizjonie ułanów, a od stycznia był dowódcą plutonu w 1 pułku ułanów 4 Dywizji Piechoty. Po rozwiązaniu dywizji w lipcu 1919 roku wrócił do Polski.
W sierpniu 1919 roku wstąpił do Wojska Polskiego i został dowódcą plutonu w 14 pułku ułanów. W kwietniu 1920 roku ukończył Oficerską Szkołę Jazdy w Przemyślu i został oficerem łączności w sztabie Dywizji Jazdy gen. Romera, a następnie dowódca plutonu i p.o. dowódcy szwadronu w 14 pułku ułanów, brał udział w wojnie polsko-bolszewickiej. Szczególnie wyróżnił się w dniu 30 sierpnia 1920 r. pod Niewirkowem k. Zamościa, kiedy to na czele 2. szwadronu powstrzymał napór wroga, umożliwiając tym samym wycofanie się całego pułku. Za wykazane w tej bitwie męstwo został odznaczony Krzyżem Srebrnym Orderu Virtuti Militari. Ranny we wrześniu 1920 roku i do listopada przebywał w szpitalu w Warszawie. W styczniu 1921 roku został dowódcą szwadronu w 26 pułku ułanów.
W latach 1924–1925 ukończył kurs doszkolenia młodszych oficerów w Centralnej Szkole Kawalerii w Grudziądzu. W lipcu 1927 roku został instruktorem w Obozie Szkolnym Kawalerii, a w lipcu 1928 roku instruktorem w Szkole Podchorążych Rezerwy Kawalerii w Grudziądzu. We wrześniu 1930 roku został przesunięty w Centrum Wyszkolenia Kawalerii w Grudziądzu ze stanowiska dowódcy 1 szwadronu szkolnego podchorążych rezerwy kawalerii na stanowisko kwatermistrza. W kwietniu 1934 roku został zastępcą dowódcy 7 pułk ułanów w Mińsku Mazowieckim. Na podpułkownika został awansowany ze starszeństwem z 1 stycznia 1936 i 6. lokatą w korpusie oficerów kawalerii. W kwietniu 1937 roku został Inspektorem Południowej Grupy Szwadronów Kawalerii KOP.
18 lipca 1939 roku został dowódcą 4 pułku strzelców konnych w Płocku. Pułkiem tym dowodził w czasie kampanii wrześniowej w składzie Nowogródzkiej Brygadzie Kawalerii. 25 września 1939 roku został dwukrotnie rany i umieszczony w szpitalu polowym w miejscowości Podklasztor. Po zakończeniu działań bojowych i wyleczeniu ran uznany za inwalidę wojennego.
W konspiracji od czerwca 1940 roku. Od kwietnia 1941 roku organizator odtworzonej w ramach Armii Krajowej Mazowieckiej Brygady Kawalerii. Od sierpnia 1941 roku pracuje pod własnym nazwiskiem jako urzędnik w Towarzystwie Kredytowym Ziemskim w Warszawie.
W lipcu 1943 roku został inspektorem do zleceń komendanta Obszaru Warszawskiego AK gen. Skroczyńskiego. W lipcu 1944 roku w związku z planowanym wybuchem powstania przeniósł się wraz ze sztabem Podokręgu Zachód Obszaru Warszawskiego AK do Milanówka i 14 sierpnia został wyznaczony komendantem tego podokręgu, choć faktycznie podokręgiem nadal dowodził ppłk. Franciszek Jachieć.
Po upadku Powstania Warszawskiego i pójściu do niewoli gen. A. Skroczyńskiego w dniu 4 października 1944 roku został wyznaczony pełniącym obowiązki komendanta Obszaru Warszawskiego AK. Funkcję tę pełnił do momentu rozwiązania Armii Krajowej. 1 stycznia 1945 roku został awansowany na pułkownika. Dopiero w 1950 roku stopień został zweryfikowany przez Ministerstwo Obrony Narodowej.
26 lutego 1945 został w Milanówku aresztowany przez NKWD. Do listopada tego samego roku był więziony w Warszawie. Następnie wypuszczony. Wówczas poświęcił się całkowicie pracy zawodowej. Od lutego 1946 pracował jako kierownik samodzielnego referatu warszawskiej Centrali Aprowizacji Przemysłu Ciężkiego. W grudniu 1946 zatrudniony jako kierownik składnicy Państwowej Komunikacji Samochodowej w Grodzisku Mazowieckim. Od listopada 1947 był zastępcą naczelnika Wydziału Organizacji Obrotu w Biurze Komisarza Rządowego ds. Organizacji Gospodarki Mięsnej. Od sierpnia 1948 był inspektorem technicznym w dziale inwestycji Centrali Mięsnej. Od kwietnia 1952 pracował jako kierownik magazynu Elektromedycznej Spółdzielni Pracy. Od września tego samego roku urzędnik Spółdzielni Pracy „Hydrochemia”. Od maja 1953 pracował jako magazynier, później kierownik, w Mazowieckich Zakładach Chemicznych Zjednoczonych Zespołów Gospodarczych w Pruszkowie. Jednocześnie od 1954 do 1956 był przewodniczącym komisji socjalno-bytowej w Radzie Oddziału. W 1964 przeszedł na rentę starczą. Potem pracował jako księgowy na pół etatu. Od sierpnia 1975 do czerwca 1976 był jeszcze zatrudniony jako referent administracyjny na ćwierć etatu.
Zmarł 19 października 1982 roku w szpitalu w Warszawie. Został pochowany na cmentarzu Powązkowskim w Warszawie (kwatera 99-2-29/30).
Był żonaty, miał dwóch synów: Andrzeja (ur. 4 lutego 1926) i Witolda (ur. 16 stycznia 1928).

## Ordery i odznaczenia
- Krzyż Srebrny Orderu Virtuti Militari nr 4589 – 1922[3][1]
- Krzyż Niepodległości – 20 lipca 1932 „za pracę w dziele odzyskania niepodległości”[10]
- Krzyż Walecznych po raz drugi – 1 października 1944
- Krzyż Walecznych po raz pierwszy[11]
- Złoty Krzyż Zasługi – 16 marca 1934 „za zasługi na polu administracji wojska”[12]
- Medal Pamiątkowy za Wojnę 1918–1921[11]
- Medal Dziesięciolecia Odzyskanej Niepodległości[11]
- Medal Zwycięstwa[13]
- Order Świętej Anny 4. stopnia